# Jordi Souto i Andrés
Jordi Souto i Andrés (Malpàs, 5 de juny de 1965) és un polític català, senador al Senat d'Espanya en la XI Legislatura.
És llicenciat en Filologia Hispànica per la Universitat de Barcelona, màster en anàlisi política per la Universitat Oberta de Catalunya, ha estudiat Ciències Empresarials a la Universitat de Lleida i ha participat en el Programa 2012 d'Estratègies d'Innovació i Lideratge de l'IESE.
Durant un temps va treballar com a professor d'ensenyament secundari. Militant d'Unió Democràtica de Catalunya, n'ha estat membre del comitè executiu de les Terres de Lleida i del Comitè Local de Lleida. De 2007 a 2011 fou vocal del Consell Rector de l'Institut Municipal d'Educació de la Paeria de Lleida. Del 21 de febrer de 2011 al 30 de gener de 2013 fou director dels Serveis Territorials a Lleida, l'Alt Pirineu i l'Aran del Departament de Governació i Relacions Institucionals de la Generalitat de Catalunya. També ha estat membre del Consell de Política Lingüística de l'Occità Aranès, de la Junta General del Consorci del Museu de l'Aigua dels Canals d'Urgell i de la Junta de Govern del Consorci del Montsec, entre d'altres.
L'u de febrer de 2013 fou nomenat director general d'Administració Local de la Generalitat de Catalunya, càrrec que va ocupar fins a l'1 de juliol de 2015. Posteriorment fou els militants d'UDC que abandonaren el partit per crear Demòcrates de Catalunya. A les eleccions generals espanyoles de 2015 fou escollit senador per la província de Lleida en coalició amb Democràcia i Llibertat.

## Obres
- El criteri del cretí